# ヴィレンダー・セーワグ
ヴィレンダー・セーワグ（英: Virender Sehwag、1978年10月20日 - ）は、インド・デリー出身の元プロクリケット選手。右打。インド代表。ポジションはバッツマン。

## キャリア
クラブでは主にデイリークリケットチームで活躍し、1999年から2013年までインド代表として活躍し、2011クリケットワールドカップ、2007ICCT20ワールドカップなどで優勝した。国際試合では多くのセンチュリーを残している。2015年にクリケット界から引退。2023年にICCクリケット殿堂入りを果たした。